# Alice Halicka
Alice Halicka, all'anagrafe Alicja Rosenblatt, (Cracovia, 20 dicembre 1889 – Parigi, 30 dicembre 1974), è stata una pittrice polacca naturalizzata francese. Conosciuta soprattutto per la pittura, ha avuto una produzione artistica molto varia, che oltre alla pittura ha abbracciato l'illustrazione, il collage, il disegno, l'arte tessile e la decorazione.

## Biografia
Alicja Rosenblatt, nacque il 20 dicembre 1889 in una famiglia ebraica, figlia di Emmanuel Rosenblatt, medico, e di Stefania Betty Goldlust. Studiò pittura con Józef Pankiewicz all'Accademia di belle arti di Cracovia e in seguito a Monaco di Baviera con Simon Hollósy. Si trasferì a Parigi nel 1912, ove seguì i corsi di Paul Sérusier e di Maurice Denis all'Académie Ranson e cominciò a esporre i suoi quadri nei Saloni parigini. Il suo soggiorno in Francia fu intervallato da viaggi in Austria, in Gran Bretagna, in Spagna, in Svizzera e in Marocco.
Nel 1913 sposò il pittore e incisore polacco Louis Marcoussis (Ludwik Markus) e alle nozze ebbe come testimone Zygmunt Brunner. Dalla loro unione nacque la figlia Madeleine, nel 1922.
Nel 1939, in fuga dalle truppe tedesche in quanto ebrea, Alice Halicka partì per Cusset con Marcoussis, che vi morì nel 1941. Durante la Seconda guerra mondiale, Alice Halicka cambiò più volte domicilio e visse a Marsiglia, a Vienne e a Chamonix. Nel 1945, tornata a Parigi, espose alla Galerie de l'Élysée sul tema "Parigi". Viaggiò molto: in India nel 1952, ove trascorse tre mesi riportando una vasta produzione di dipinti e di gouache, in Europa, in Unione Sovietica e negli Stati Uniti d'America. Partecipò a numerose mostre in giro per il mondo e aderì al surrealismo · .
Morì il 30 dicembre 1974, all'età di 85 anni

## Attività artistica
L'opera di Alice Halicka si caratterizza per un grande rigore della costruzione (infatti dipinge numerosi temi architettonici) accompagnata alla varietà, alla fantasia e all'ispirazione poetica. È autrice di molti dipinti a olio: paesaggi, nature morte; ma anche di gouache, di disegni, di collage, di acquarelli, di incisioni, di lavori di decorazione su tessuto, di schermi decorativi (per Helena Rubinstein), di decorazione per balletti (come Il bacio della fata di Igor' Stravinskij nel 1937, rappresentato al Metropolitan Opera House) e di illustrazioni per opere letterarie · .
Le opere di Alice Halicka fanno parte di diverse collezioni private e delle collezioni permanenti di musei, come il Museo d'arte e di storia del giudaismo di Parigi e il Museum of Modern Art di New York.

### Cubismo
Alice Halicka si approccia all'ambiente dei cubisti tramite suo marito Louis Marcoussis.
Realizza nature morte cubiste come la Composizione cubista con violino e spartito, 1919): alcuni quadri sono esposti al Salon des Indépendants del 1914, dove sono notate, in modo particolare da Guillaume Apollinaire.
Alice Halicka frequenta gli artisti più celebri di Parigi: Braque, Modigliani, Paul Guillaume, Marie Laurencin, André Breton, Max Ernst, Paul Eluard, Guillaume Apollinaire, Foujita, Orson Welles... Ella racconta le loro storie, come li abbia conosciuti, facendone a volte ritratti caricaturali o garbatamente ironici, come nella sua evocazione di Georges Braque. Dipinge anche i loro ritratti: Fernand Fleuset, René Crevel, Francis Carco, André Gide, Jean Cassou, Marcel Jouhandeau, Tristan Tzara, Gaston Bachelard e Pierre Reverdy.

Durante la prima guerra mondiale, in assenza di suo marito che combatte nell'esercito francese, si rifugia in Normandia e dipinge moltissimo. Disse poi che non era stato facile: 
. Alice Halicka s'attacca alla forma, alla struttura e ai volumi nello spazio.
Dopo la guerra, Alice Halicka ritorna in Polonia per un certo periodo, poi torna a Parigi, Marcoussis dichiara che un solo pittore cubista in famiglia è sufficiente, così ella distrugge una parte delle sue tele, dimentica le altre e riprende uno stile realista.
Cinquanta anni dopo, sessanta di queste tele, gouache, disegni, sono stati ritrovati nel granaio della sua casa in Normandia. Ella li restaura e, visto il loro successo all'asta di Galiéra, organizza una mostra, in cui si rivela, in particolare nelle gouache, un cubismo caloroso, poetico e molto sensibile. Alice Halicka ha, in effetti, interpretato il cubismo in un modo molto personale. Ella racconta questa avventura nel suo libro di memorie intitolato Hier. Oggi, è il suo periodo cubista quello che attira più l'interesse dei critici.

### Realismo, post-impressionismo e surrealismo
Nel 1921, con l'abbandono del cubismo, ella si riavvicina alla scuola post-impressionista polacca, e dipinge la vita quotidiana di Kazimierz, il quartiere ebraico di Cracovia.
Fra le due guerre mondiale, espone al Salon d'Automne, al Salon des Tuileries e partecipa a diverse mostre collettive internazionali (Berthe Weill, Parigi, 1921; Mansard Gallery, Londra, 1922, Bernheim Jeune, Parigi, 1923, Kunsthaus, Zurigo, 1926, George Petit, Parigi, 1930, René Gimpel, New York, 1936, Wildenstein, Parigi, 1947, Colette Allendy, Parigi, 1948).

### Collage
Alice Halicka ha realizzato un centinaio di collage, fra cui la serie Romances capitonnées ("Romanzi imbottiti"), composti da brandelli di tessuto e da materiali vari. Si sono perdute le tracce della maggioranza di questi collage, ma i fondi fotografici di Marc Vaux, che comprendono più di 80 opere di Alice Halicka riprodotte su lastre di vetro, contengono riproduzioni di 16 di questi collage. La Villa la Fleur, a sud di Varsavia conserva invece la più importante collezione di originali accessibile al pubblico.

#### Romances capitonnées
Questi quadretti colorati, un po' naïf, raffigurano scene di svago, o d'ispirazione orientale. Mettono in scena personaggi di stoffa o di passamaneria. Sembrano ispirati da tradizioni popolari e non mancano di fantasia. I primi collage sono apparsi su Vogue nel 1923, poi sono stati esposti in una dozzina di mostre a New York, Londra e Parigi e hanno suscitato l'interessa di collezionisti celebri, come Katherine Dreier, Paul Poiret, Helena Rubinstein e Oskar Reinhar.
Apprezzati, poi copiati, hanno finito per essere dimenticati.
(Alice Halicka)

### Altre discipline
Nel 1925, ella illustra parecchie opere, tra cui Enfantines di Valéry Larbaud e Les Enfants du Ghetto di Israel Zangwill, illustrato con litografie. Dopo la mostra alla galleria Georges Petit nel 1931, Barnes e Gertrude Stein presero a collezionare le sue opere.
Fra il 1935 e il 1937, si reca tre volte a New York e vi realizza una pubblicità per Helena Rubinstein (1935), decorazioni e costumi per il balletto di Stravinskij, Il bacio della fata, rappresentato al Metropolitan Opera House (1937) con una coreografia di George Balanchine.
Nel 1945, pubblicò il suo romanzo autobiografico Hier e scrisse per le Nouvelles Littéraires una cronaca intitolata A l'ombre du Bateau Lavoir.